# Bulbul des Philippines
Hypsipetes philippinus
Espèce
Répartition géographique
Statut de conservation UICN

LC : Préoccupation mineure
Le Bulbul des Philippines (Hypsipetes philippinus) est une espèce d'oiseaux de la famille des Pycnonotidae. Cette espèce est endémique des Philippines.

## Habitat
Le Bulbul des Philippines se trouve dans la majeure partie de l’archipel philippin, à l’exception de quelques îles occidentales, occupées par des espèces très proches. Ses habitats naturels sont les forêts tropicales humides de montagne et de plaine. Par exemple sur le mont Kitanglad, à Mindanao, il est abondant dans n’importe quel type de forêt primaire entre 500 et 2 250 m.

## Taxonomie
Le Bulbul des Philippines a été décrit à l’origine dans le genre Turdus et plus tard placé dans le genre Ixos. En 2010, il a été reclassé dans le genre Hypsipetes, car il est très étroitement lié à une espèce de ce genre, le Bulbul noir. Jusqu’en 2010, le Bulbul de Mindoro, le Bulbul des Visayas et le Bulbul à gorge rousse étaient tous considérés comme des sous-espèces du Bulbul des Philippines.